# Haplosymploce nigra
Haplosymploce nigra är en kackerlacksart som först beskrevs av Hanitsch 1928.  Haplosymploce nigra ingår i släktet Haplosymploce och familjen småkackerlackor. Inga underarter finns listade i Catalogue of Life.